# Honoré al IV-lea, Prinț de Monaco
Honoré al IV-lea (n. 17 mai 1758, Paris, Regatul Franței – d. 16 februarie 1819, Paris, Franța) a fost Prinț de Monaco și Duce de Valentinois din 12 martie 1795 până la 16 februarie 1819. A fost fiul lui Honoré al III-lea, Prinț de Monaco și a soției acestuia, Maria Caterina Brignole. După căderea lui Napoleon I el a recâștigat controlul asupra principatului datorită clauzei adăugate de Charles Maurice de Talleyrand-Périgord la Congresul de la Viena.
La 15 iulie 1777, la Paris, Honoré al IV-lea s-a căsătorit cu Louise Félicité Victoire d'Aumont, Ducesă de Aumont, Ducesă Mazarin și de La Meilleraye. Cuplul a divorțat în 1798 și au avut doi fii:
1. Honoré al V-lea (1778–1841)
2. Florestan I (1785–1856)

În timpul ocupației franceze, Honoré al IV-lea a fost închis câțiva ani. Bolile căpătate în urma arestului au dus la o incapacitate a lui Honoré în ultimii săi ani. În urma reînființării principatului, s-a stabilit o regență care a domnit în numele lui Honoré.